# 紀元前189年
紀元前189年（きげんぜん189ねん）は、ローマ暦の年である。ローマ建国紀元565年、マルクス・フルウィウス・ノビリオルとグナエウス・マンリウス・ウルソが執政官の年。

## 他の紀年法
- 干支 : 壬子
- 日本
  - 孝元天皇26年
  - 皇紀472年
- 中国
  - 前漢 : 恵帝6年
- 朝鮮
  - 檀紀2145年
- 仏滅紀元 : 356年
- ユダヤ暦 : 3572年 - 3573年

## できごと

### 共和政ローマ
- 執政官フルウィウスはアエトリア同盟との戦争を担当し、マンリウスはスキピオ・アシアティクスの後継として小アジアを担当した[1]。
- ケンソルにティトゥス・クィンクティウス・フラミニヌスとマルクス・クラウディウス・マルケッルス (紀元前196年の執政官)が就任、スキピオ・アフリカヌスを3度目のプリンケプス・セナトゥス（元老院第一人者）に指名した[2]。
- プロコンスルのルキウス・アエミリウス・パウッルス・マケドニクス、スキピオ・アシアティクスと、プロプラエトルのルキウス・アエミリウス・レギッルスが凱旋式を挙行した[3]。
- アンティオコス3世 (セレウコス朝)と和平条約を締結するマンリウスを補佐するため、使節団が派遣された[4]。
- ボノニアにラテン植民市を建設するための三人委員会が選出された[5]。

### ギリシア
- アエトリア同盟はローマへの対抗力を失い、平和条約を結ばされた。アエトリア同盟の名前は残ったが、その勢力は条約によって失われ、政治的、軍事的影響力もなくなった。

### 小アジア
- 執政官グナエウス・マンリウス・ウルソに率いられた共和政ローマ軍はエウメネス2世に率いられたペルガモン王国軍とともに、アナトリアでガラティアを破り、属国とした。
- エウメネス2世によってアラシェヒルの街が築かれた。当時は弟のアッタロス2世の渾名「フィラデルホス（兄を愛する）」にちなんで「フィラデルフィア」と呼ばれた。

## 死去
- 張良:前漢の政治家